# Odo von Bayeux

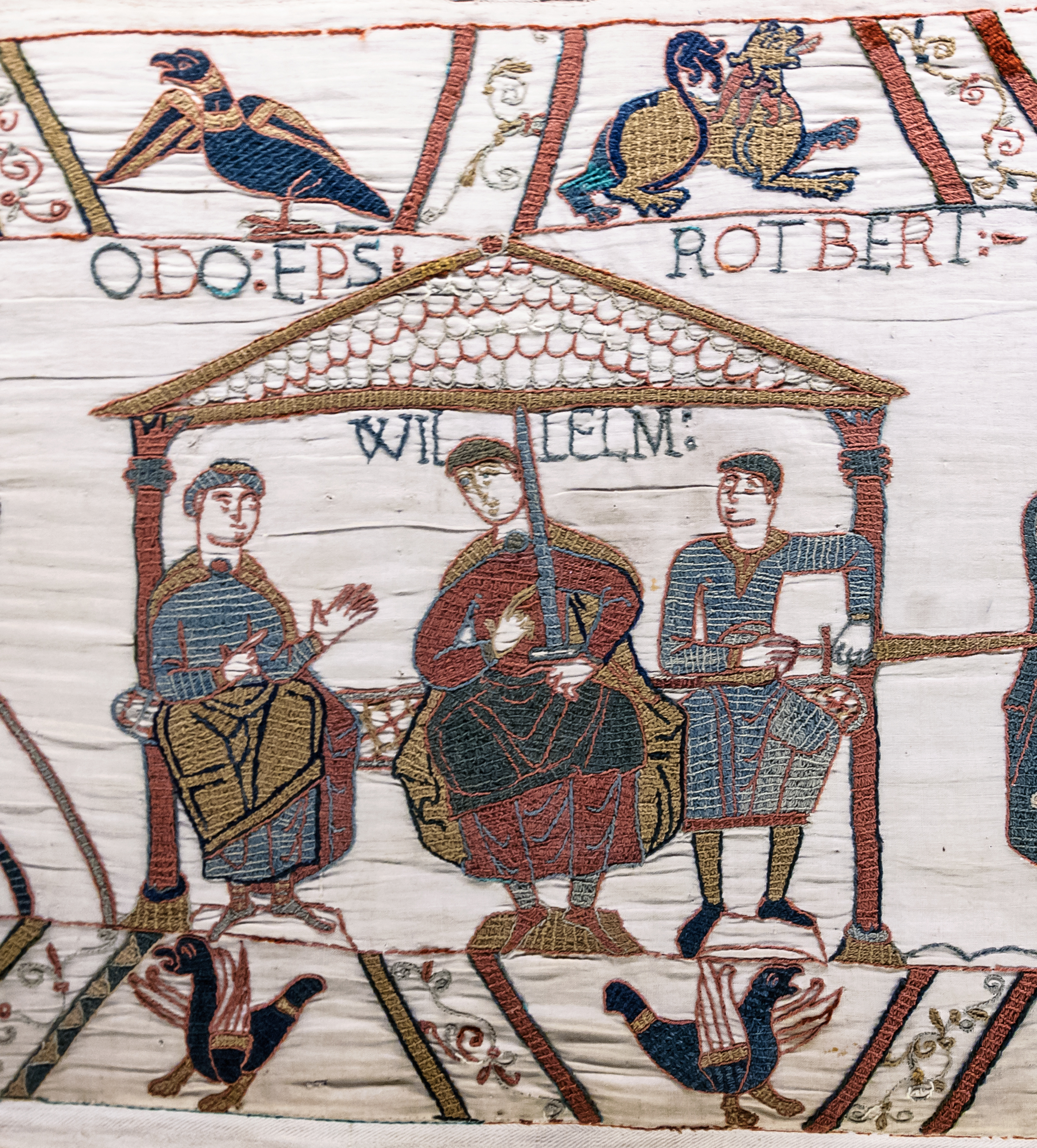
Odo (links) neben seinem Halbbruder Wilhelm dem Eroberer (Mitte) und seinem Bruder Robert (rechts) im Teppich von Bayeux

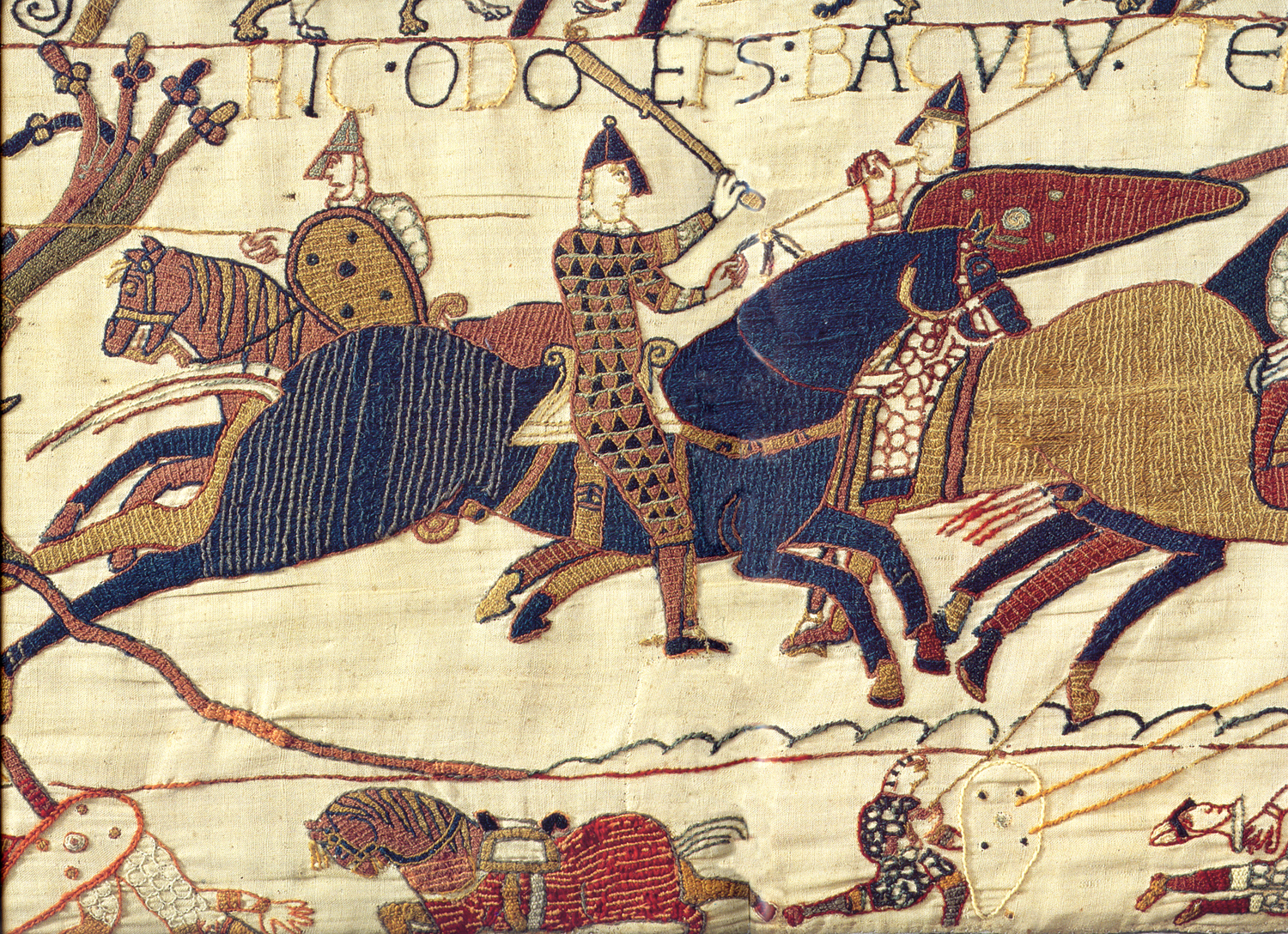
Odo in der Schlacht bei Hastings im Teppich von Bayeux

Odo I. von Bayeux (auch Eudes oder Odon, * nach 1030; † 1097 in Palermo) aus dem Haus Conteville war Bischof von Bayeux (von 1049 bis 1097) und Earl of Kent.
Odo wurde als jüngerer Sohn von Herluin von Conteville und der Herleva, der Mutter Wilhelms des Eroberers, geboren. Durch diesen Halbbruder erhielt er den Bischofsstuhl von Bayeux, den er bis zu seinem Tod behielt.
Odo spielte eine bedeutende Rolle in der Schlacht von Hastings 1066, welche die Eroberung Englands zur Folge hatte. Er erscheint deshalb im Teppich von Bayeux, der möglicherweise von ihm in Auftrag gegeben wurde. Nach der Eroberung erhielt er 1067 die Grafschaft Kent und wurde bald zum mächtigsten und reichsten adligen Grundbesitzer Englands. Er hatte für mehrere Jahre eine Rolle inne, die der eines Vizekönigs für seinen Halbbruder entsprach.
1082 fiel er bei seinem Bruder in Ungnade, weil er sich angeblich selbst zum Papst ernennen wollte. Er wurde daraufhin dauerhaft eingekerkert. Erst auf dem Totenbett ordnete Wilhelm der Eroberer nach langem Zögern seine Freilassung an. Odo schloss sich daraufhin dem erfolglosen Aufstand gegen Wilhelms Sohn, Wilhelm II., an. Anschließend zog er sich aus der großen Politik zurück und widmete sich der Erneuerung seiner ihm anvertrauten Kirchen.
Nach der Synode von Clermont 1095, an der er höchstwahrscheinlich teilnahm, schloss er sich dem Ersten Kreuzzug an. Auf der Reise dorthin starb er 1097 in Palermo, wo er auch begraben ist.
Odo galt trotz seines Amtes als sehr weltlicher Mann, hat sich jedoch für seine Kirchen als Wohltäter erwiesen.

## Einzelbelege
1. ↑  Siehe auch: Begleiter Wilhelms des Eroberers
2. ↑   Wamers et al., S. 47

| Vorgänger          | Amt                          | Nachfolger       |
| ------------------ | ---------------------------- | ---------------- |
| Hugo d’Ivry        | Bischof von Bayeux 1049–1097 | Turold de Brémoy |
| Leofwine Godwinson | Earl of Kent 1066–1088       | Titel verwirkt   |

| Personendaten    | Personendaten                    |
| ---------------- | -------------------------------- |
| NAME             | Odo von Bayeux                   |
| ALTERNATIVNAMEN  | Odo de Conteville                |
| KURZBESCHREIBUNG | Bischof von Bayeux, Earl of Kent |
| GEBURTSDATUM     | nach 1030                        |
| STERBEDATUM      | 1097                             |
| STERBEORT        | Palermo                          |